# (29172) 1990 QL4
(29172) 1990 QL4 là một tiểu hành tinh vành đai chính. Nó được phát hiện bởi Henry E. Holt ở Đài thiên văn Palomar ở Quận San Diego, California, ngày 23 tháng 8 năm 1990.